# روبرت مورغان (شاعر)
روبرت مورغان (بالإنجليزية: Robert Morgan)‏ (3 أكتوبر 1944، هينديرسونفيل في الولايات المتحدة)؛ شاعر وروائي أمريكي. درس في جامعة ولاية كارولينا الشمالية في تشابل هيل.